# Alhagi pseudalhagi
Alhagi maurorum là một loài thực vật có hoa trong họ Đậu. Loài này được (M. Bieb.) Desv. ex B. Keller & Shap. miêu tả khoa học đầu tiên năm 1933.
Alhagi maurorum (=A. pseudalhagi) (camelthorn) là một loại cây thân thảo lâu năm hoặc cây bụi (họ Fabaceae) được tìm thấy ở thung lũng trung tâm, đông nam Sierra Nevada và một phần của sa mạc Mojave và Sonoran của California, Hoa Kỳ. Loài này ưa các khu vực nông nghiệp khô cằn, đồng cỏ, đồng cỏ và các khu vực ven sông sa mạc. Một cây có thể lan rộng nhanh chóng (khoảng 10 m mỗi năm theo mọi hướng) bằng cách phát triển nhiều cây mới từ hệ thống rễ leo lớn của nó. Cây có thể mọc lại từ rễ còn sót lại sau khi bị nhổ đi và rễ được kích thích mọc lại bằng lửa. Hạt Camelthorn cũng có khả năng phân tán trên diện rộng.

## Mô tả và hình thái
Cây thảo sống lâu năm (cao 50–100 cm) với nhiều nhánh có gai và bộ rễ trục chính rộng. Tuổi thọ 7–25 năm.
Hệ thống rễ phát triển đến độ sâu hơn 2 m và kéo dài 8–15 m về mọi hướng. Cây lây lan nhanh chóng bởi thân rễ mạnh mẽ. Thân rễ ở độ sâu 1,5 m tạo chồi mới và rễ thẳng đứng sâu với khoảng cách 1,0–1,5 m.
Thân: nhẵn, hơi xanh, có khía dọc và phân nhánh nhiều, với nách lá của gần như mọi đốt hỗ trợ một nhánh con không lá hướng lên (dài 2–5 cm), ở đầu có gai (dài khoảng 5 mm).
Lá: mọc so le, có cuống, thưa thớt, dày đơn giản, có lông, hình elip hoặc hình trứng, hình thuôn dài, xẻ đôi với các lá kèm (dài khoảng 1 mm). Mặt trên của lá nhẵn (đôi khi có lông thưa thớt) và được bao phủ bởi những chấm nhỏ màu đỏ. Mặt dưới lá có lông thưa.
Hoa: lưỡng tính; có năm lá, cuống ngắn, mọc xen kẽ dọc theo trục của mỗi nhánh gai, dạng hạt đậu, màu hồng hoặc tím đến đỏ thẫm; các lá đài dai, hợp nhất và giống như cái chén, có răng nhỏ gần bằng nhau. Cụm hoa: ít hoa (1–3, hiếm khi đến 6) mọc thành chùm ở nách lá lỏng lẻo; 10 nhị có gốc gồm 9 chỉ nhị xếp thành ống bao quanh kiểu dáng và một chỉ nhị tự do. Bao phấn hình elip thuôn dài; mở bằng các vết nứt dọc, đôi khi ở đỉnh. Hạt phấn 2 hoặc 3 ô, hình trứng elip, 3 lỗ chân lông. Bầu noãn hình quả trứng, không cuống, nhiều noãn. Kiểu sợi, cong lên, nhẵn; đầu nhụy giống như đầu, nhú dài. Noãn dị hướng, nhân thô, cắn.

## Sinh sản
Hữu tính và sinh dưỡng (thân rễ). Cây ưa côn trùng, hiếm khi tự thụ phấn. Ra hoa: tháng 5-7. Quả chín: tháng 8-9. Quả: loại loment không tách rời, thân gỗ, nhiều hạt họ đậu (quả dài 2,5–3,8 cm, rộng 0,3 cm), màu nâu đỏ, thắt lại giữa các hạt, mảnh mai, thường cong và có một gai nhỏ ở đầu. Hạt: 5–8 (dài khoảng 3 mm, rộng 2,5 mm), màu vàng nhạt hoặc nâu lục với đốm đen, dạng thận, hình trứng, kết cấu nhẵn với phôi lớn, mọc thẳng, bao quanh bởi nội nhũ. Vỏ hạt chắc, rực rỡ, nhiều tế bào với nhiều hình thù. Hạt mềm và cứng (chiếm tỉ lệ khoảng 86%). Nhạy cảm với bóng tối. Nảy mầm tại ruộng: 9–12%; nảy mầm trong phòng thí nghiệm: 34–38%. Nhiệt độ tối ưu và độ sâu của đất để hạt nảy mầm lần lượt là gần 27 °C và 1 cm. Xử lý sẹo hoặc axit sunfuric (28–30 °C) trong 1–1,5 giờ làm tăng đáng kể khả năng nảy mầm. Đi qua đường tiêu hóa của động vật ăn cỏ dường như kích thích sự nảy mầm. Khả năng tồn tại của hạt từ 2 đến vài năm.

## Giá trị thực tế
Là một trong những cây thức ăn thô xanh có giá trị nhất cho lạc đà, cừu Karakul, cừu non và gia súc quanh năm. Thân non, lá, quả và hạt được coi là thức ăn giúp vỗ béo các loại động vật. Trái cây được ăn bởi động vật ăn cỏ lớn, đặc biệt là gia súc và ngựa. Được nông dân và chủ chăn nuôi tập trung thu thập để làm cỏ khô (thức ăn cho mùa đông) và ủ chua vào thời điểm ra hoa; được sử dụng làm thức ăn dạng hạt cô đặc một phần hoặc nguyên chất. Cỏ khô được coi là tốt như rơm ngũ cốc tốt nhất. Năng suất dự kiến khoảng 0,06–0,20 tấn VCK/ha; 0,35–0,40 t DM/ha trong những năm thuận lợi hoặc khi trồng trên mực nước ngầm cao.
Giá trị thức ăn gia súc: Lúc ra hoa chứa (% VCK): đạm 13; béo 4,1; chiết xuất không chứa nitơ 44; xenlulô 30; xơ 6.4. Giá trị thức ăn gia súc khoảng 33 FU và 4 kg protein tiêu hóa được/100 kg DM.
Lợi ích kinh tế: Thức ăn gia súc. Cây thuốc dùng để điều hòa các đặc tính tiêu hóa hoặc điều trị bệnh đường hô hấp. Cây cố định cát và chắn gió tốt. Được thu gom để làm nhiên liệu và vật liệu xây dựng. Rễ chứa cao su, đường, tanin, nhựa và sáp.

## Môi trường sống
Có mặt ở sa mạc cát và vùng chân đồi, đất hoang ẩm ướt, trên bờ sông khô và vùng đất ẩm thấp, và đất canh tác bị bỏ hoang. Thường mọc trên đất thịt nặng. Chịu được một số độ mặn và mực nước ngầm.
Phân bố: Trung và Đông Á, phía nam của Nga, Iran và khu vực phía đông Địa Trung Hải.

## Một số tên địa phương
- Nga: Верблюжья колючка ложная (верблюжья колючка обыкновенная), янтак, Янтак южный - verbljuž'ja koljučka ložnaja
- Uszbekistan: Yantok, Cokhta yantok
- Turkmenistan: Yannak
- Kazakhstan: Dzhantak

## Hình ảnh

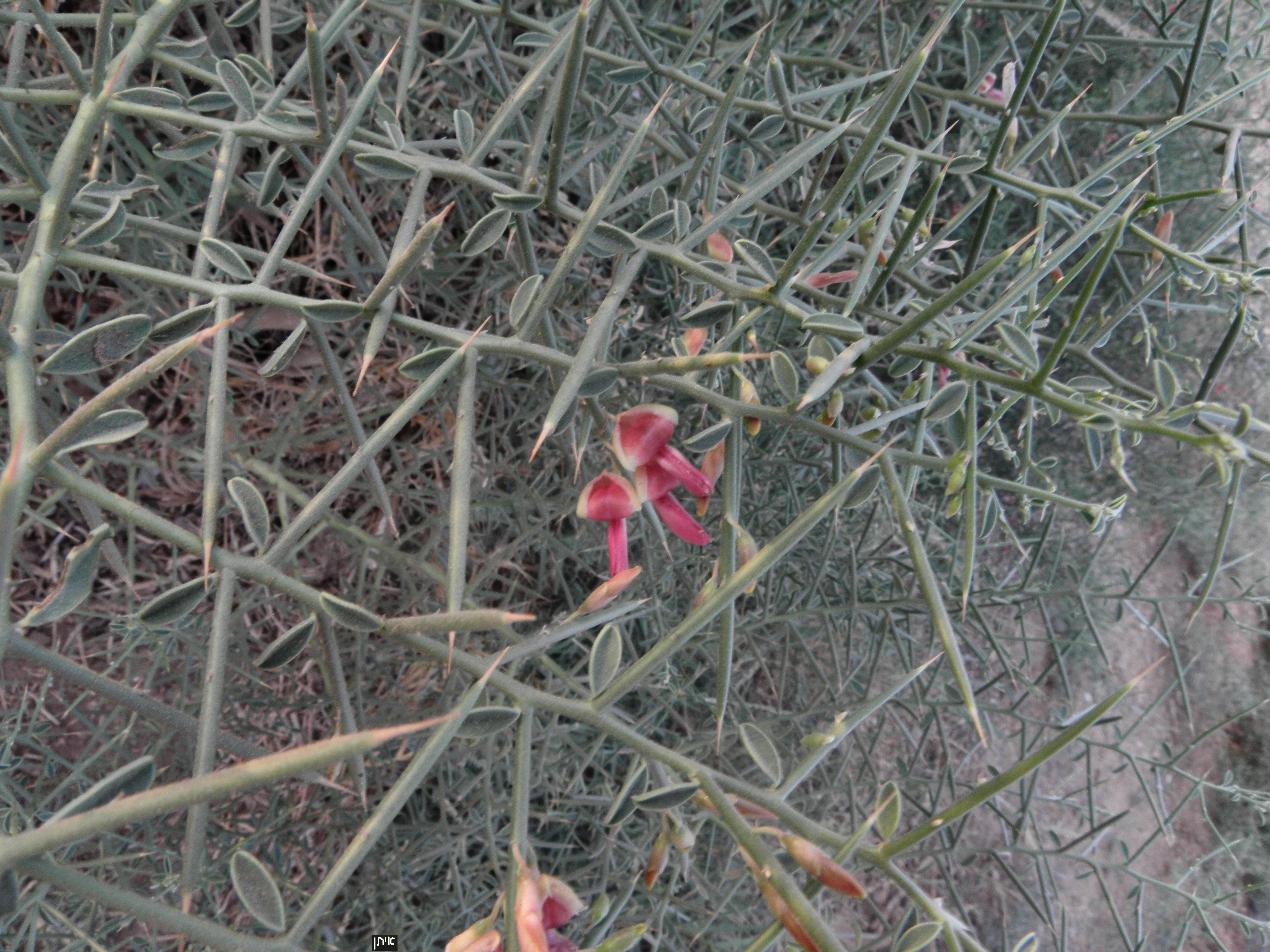
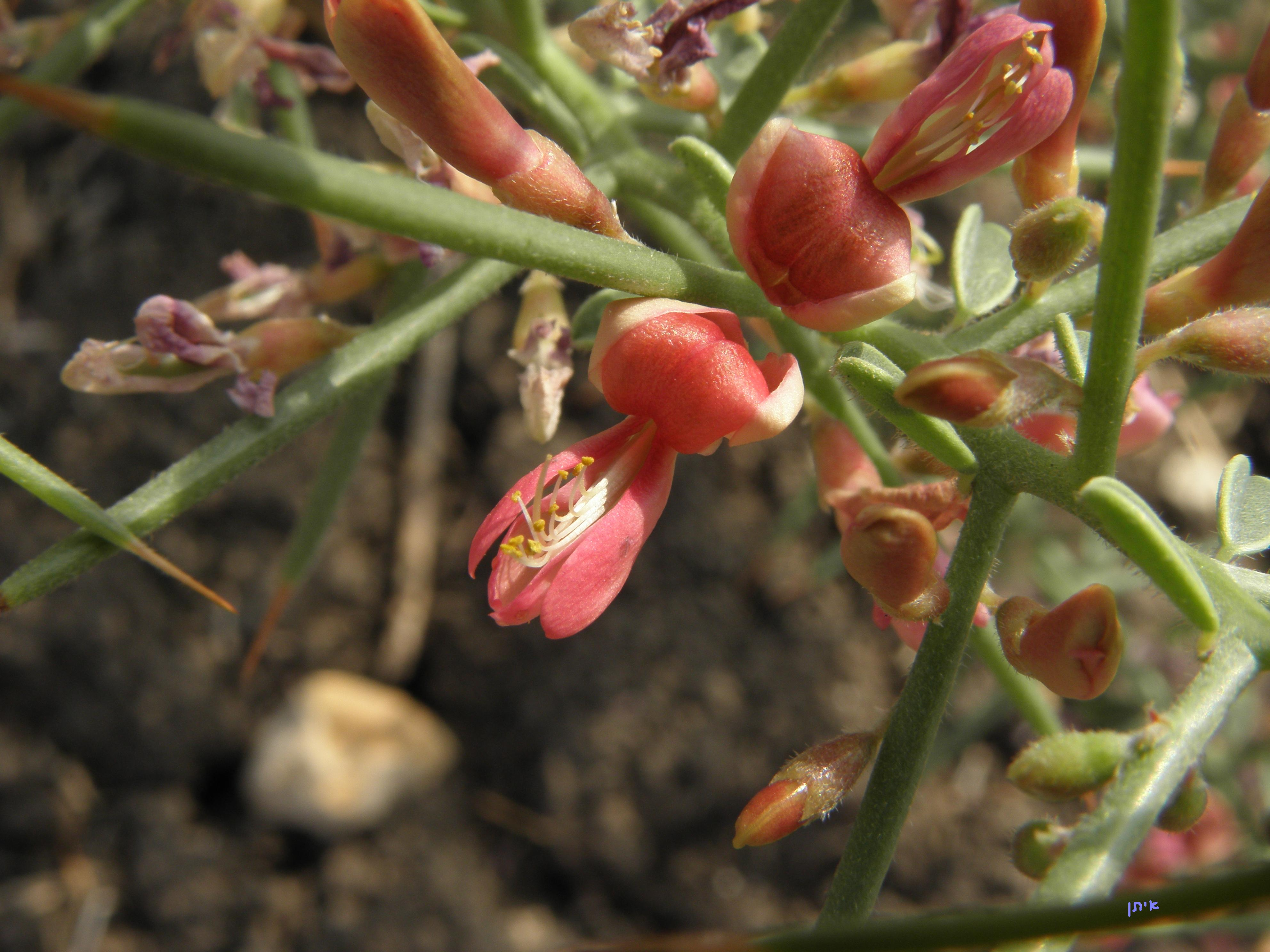
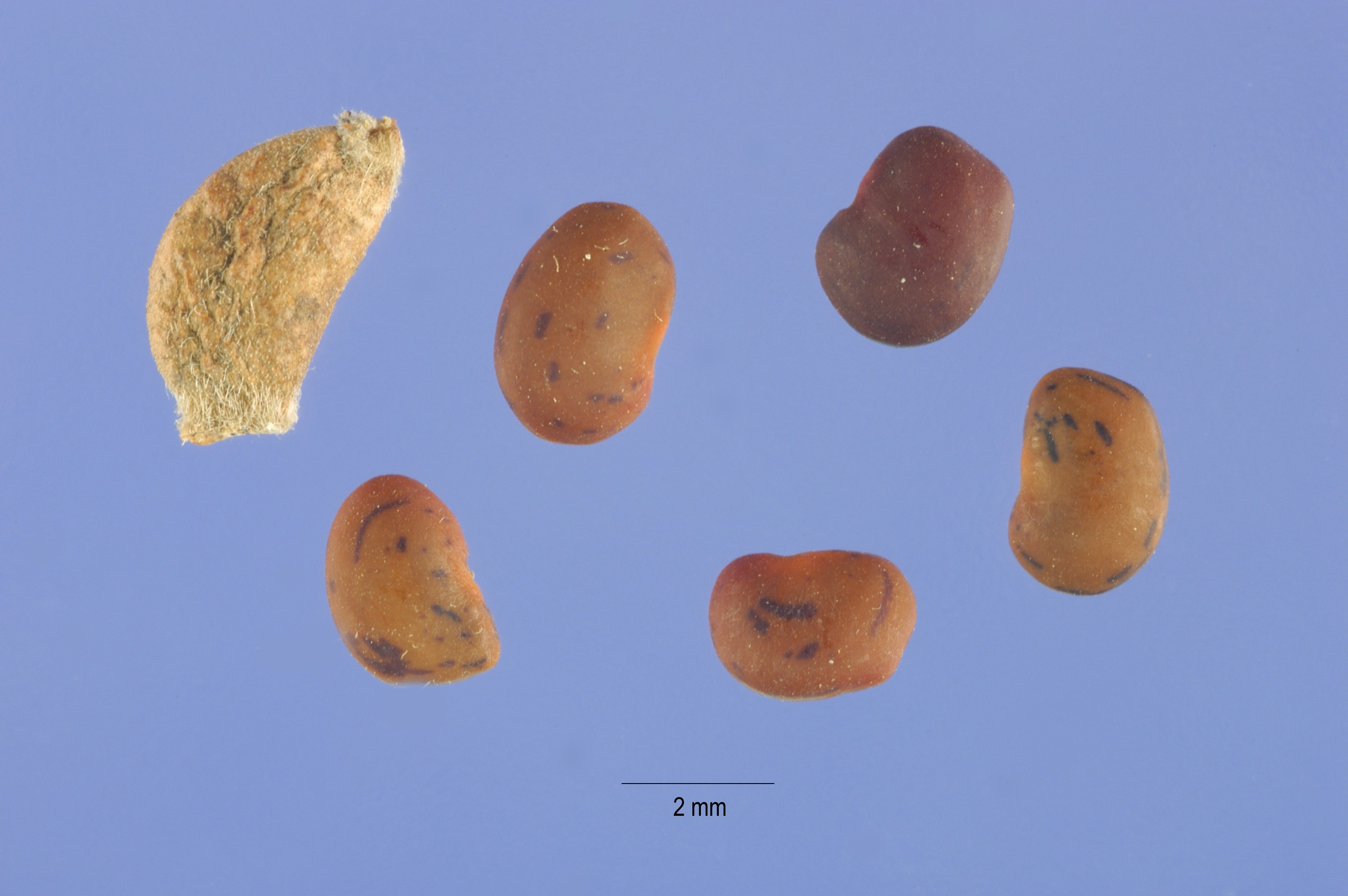
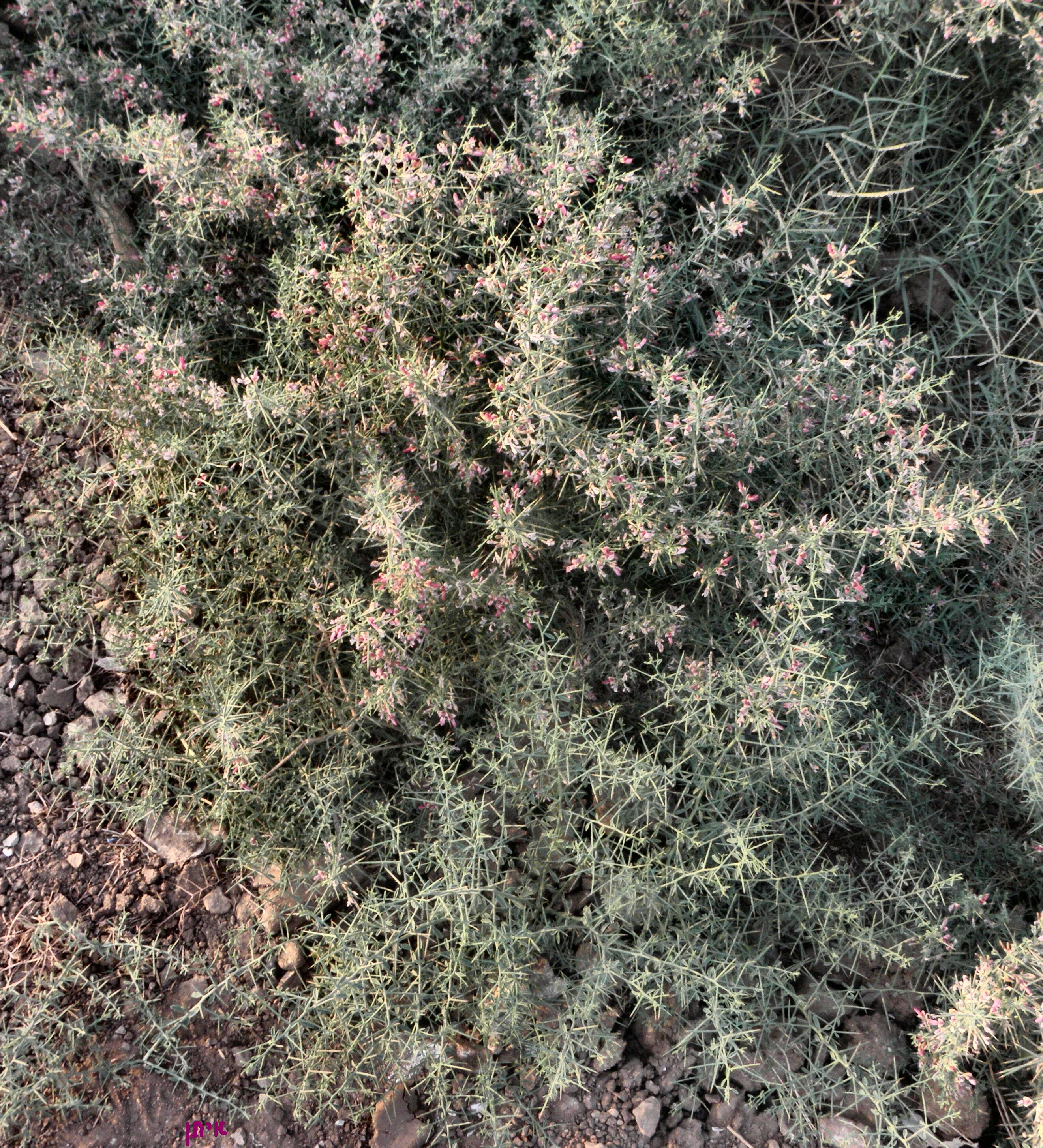